# I figli chiedono perché
I figli chiedono perché è un film italiano del 1972 diretto da Nino Zanchin.

## Trama
I due bambini Michèle, ebrea e Karim, musulmano si amano e decidono di sposarsi. Allo scoppio della guerra i genitori di Michèle decidono di lasciare il paese.

## Riconoscimenti
Il film vinse nel 1974 il Giffoni Film Festival.